# Friedrich Bauer (Landrat)
Friedrich Max Bauer (* 5. September 1906 in Calw; † 4. März 1990 in Öhringen) war ein deutscher Kommunalpolitiker.

## Leben
Bauer wurde als Sohn eines Spediteurs geboren. Nach dem Besuch des Realprogymnasiums Calw studierte Bauer von 1925 bis 1930 Rechtswissenschaften an den Universitäten Tübingen, Berlin und Kiel. Während seines Studiums in Tübingen wurde er Mitglied der Tübinger Königsgesellschaft Roigel. Zum 1. Mai 1933 trat er der NSDAP bei (Mitgliedsnummer 3.224.651).
Nach seinem Studium trat er in den Verwaltungsdienst, war zunächst von 1934 bis 1937 beim Landratsamt Waldsee und von 1937 bis 1943 als Regierungsrat bei der Polizeidirektion Ulm tätig. Nach Teilnahme am Zweiten Weltkrieg und sowjetischer Gefangenschaft bis 1949 war Bauer bei den Landratsämtern Waiblingen und Crailsheim eingesetzt. 1952 wurde er Landrat des baden-württembergischen Landkreises Öhringen und übte diese Tätigkeit bis zur Pensionierung 1971 aus.

## Ehrungen
- 1971: Verdienstkreuz 1. Klasse der Bundesrepublik Deutschland